# Месий Максим
Вижте пояснителната страница за други личности с името Месий.
Месий Максим (на латински: Messius Maximus) е римлянин, писател от Верона от 1 век.
Той е близък приятел на Плиний Млади. За него пише книга. Участва в комисията за ръководенето на провинция Ахая.